# Leon Schott

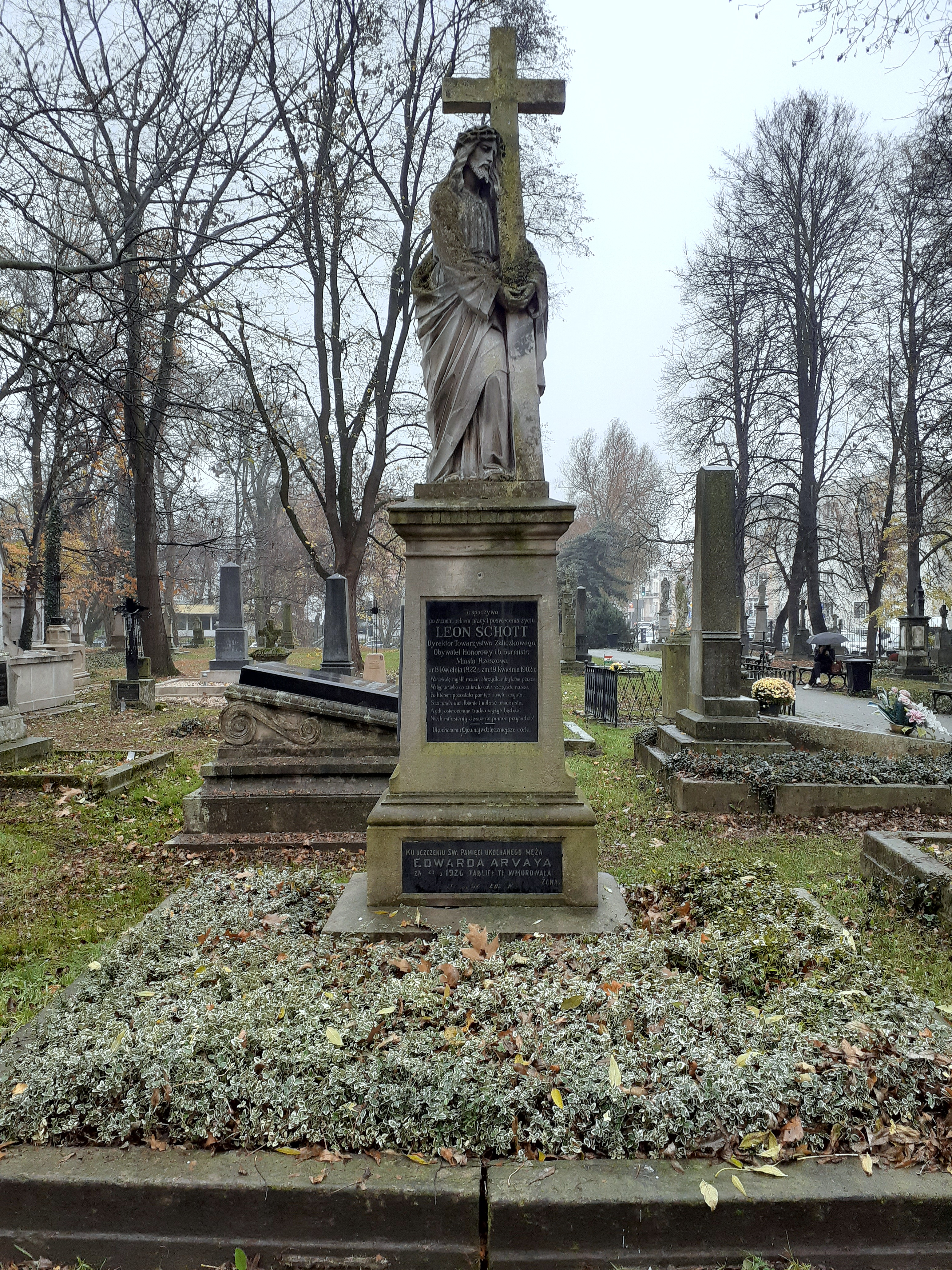
Grobowiec rodzinny Leona Schotta

Leon Schott (ur. 8 kwietnia 1822, zm. 19 kwietnia 1902 tamże) – polski kupiec.
Syn Grzegorza i Rozalii Piotrowskiej. W młodości zwiedził wschodnią Europę, przez Węgry od Odessy, Stambułu i Wiednia. W wieku 33 lat wrócił do rodzinnego miasta, gdzie założył sklep.  Od 1855 piastował kolejno większość urzędów w rzeszowskim magistracie, począwszy od asesora (1870) po burmistrza (1893–1896). Dnia 19 listopada 1895 Rada Miasta nadała mu tytuł honorowego obywatela miasta Rzeszowa. Okresowo był członkiem Rady Powiatu, wydziału Kasy Oszczędności i Towarzystwa Zaliczkowego. Zmarł w wyniku rocznej choroby. Został pochowany na Starym Cmentarzu w Rzeszowie (w jego grobowcu pochowani zostali także Edward Arvay i jego żona Klementyna).